# 127 ore
127 ore (127 Hours) è un film del 2010 diretto da Danny Boyle.
Il film si basa sulla storia vera di Aron Ralston, un alpinista statunitense che nell'aprile del 2003 rimase intrappolato in un Canyon dello Utah e fu costretto ad amputarsi il braccio destro per potersi liberare. Il film, scritto a quattro mani da Danny Boyle e Simon Beaufoy, si basa sul libro di Ralston Between a Rock and a Hard Place. Ha ricevuto 6 nomination ai premi Oscar 2011, tra cui miglior film e miglior attore a James Franco.

## Trama
Aron Ralston, alpinista statunitense di 27 anni, amante del trekking e del biking, parte per una gita solitaria nel Blue John Canyon dello Utah. Tutto sembra andare per il meglio, immerso in un paesaggio fantastico; incontra addirittura due splendide ragazze escursioniste, condividendo con loro alcune ore della giornata.
Tornato solo, però, incappa improvvisamente in un inaspettato e brusco incidente: mentre attraversa una stretta gola, smuove accidentalmente un grosso masso, che gli precipita addosso e Aron si trova con il braccio destro incastrato tra il masso stesso e la parete della gola. Impossibilitato a muoversi per cinque giorni (127 ore), costretto alla disidratazione e stremato, nei giorni di "prigionia" ricorda il rapporto con gli amici, con la famiglia, con gli amori e con le due escursioniste incontrate prima dell'incidente.
Certo della sua morte, riprende la propria agonia con la videocamera digitale e incide il proprio nome sopra la roccia con data di nascita e della presunta morte. Arrivato alla disperazione, l'attaccamento alla vita lo porta ad amputarsi il braccio incastrato con un piccolo coltellino economico. Per ritrovare la libertà e fuggire dovrà confrontarsi con un'ultima discesa in corda, finché non incontra, per puro caso, due escursionisti e il loro bambino.

## Produzione
Boyle aveva l'idea di realizzare un film sul calvario di Ralston da quattro anni, ha inizialmente scritto un trattamento che in seguito è diventato una sceneggiatura ad opera di Simon Beaufoy. Boyle descrive la pellicola come un "film molto britannico" e come un "film d'azione con un ragazzo che non può muoversi".
Nel novembre del 2009 è stato fatto il nome di Cillian Murphy per il ruolo da protagonista. Successivamente sono stati fatti i nomi di Ryan Gosling e Sebastian Stan, ma infine il ruolo di Ralston è stato assegnato a James Franco.
Le riprese sono iniziate nel marzo del 2010 nello Utah e sono terminate a giugno, mese in cui il film è entrato in fase di post produzione.
Per immedesimarsi nel personaggio, James Franco ha visionato il materiale audio e video girato da Ralston stesso durante i cinque giorni, affermando di esserne rimasto turbato.

## Distribuzione
L'anteprima mondiale del film è avvenuta al Toronto International Film Festival il 12 settembre 2010. Per la crudezza della scena in cui il protagonista si amputa il braccio tre persone sono svenute e una è stata presa da un attacco epilettico. Il film è stato inoltre selezionato per chiudere il London Film Festival 2010.
La distribuzione nelle sale cinematografiche statunitensi è avvenuta il 5 novembre 2010, tramite Fox Searchlight Pictures. In Italia il film è stato distribuito da 20th Century Fox il 25 febbraio 2011.

## Riconoscimenti
- 2011 - Premio Oscar
  - Nomination Miglior film a Christian Colson, Danny Boyle e John Smithson
  - Nomination Miglior attore protagonista a James Franco
  - Nomination Migliore sceneggiatura non originale a Danny Boyle e Simon Beaufoy
  - Nomination Miglior montaggio a Jon Harris
  - Nomination Miglior colonna sonora a A. R. Rahman
  - Nomination Miglior canzone (If I Rise) a Roland Armstrong, A. R. Rahman e Dido
- 2011 - Golden Globe
  - Nomination Miglior attore in un film drammatico a James Franco
  - Nomination Migliore sceneggiatura a Danny Boyle e Simon Beaufoy
  - Nomination Miglior colonna sonora a A. R. Rahman
- 2011 - Premio BAFTA
  - Nomination Miglior film britannico
  - Nomination Migliore regia a Danny Boyle
  - Nomination Miglior attore protagonista a James Franco
  - Nomination Migliore sceneggiatura non originale a Danny Boyle e Simon Beaufoy
  - Nomination Migliore fotografia a Anthony Dod Mantle e Enrique Chediak
  - Nomination Miglior montaggio a Jon Harris
  - Nomination Miglior sonoro a Glenn Freemantle
  - Nomination Miglior colonna sonora a A. R. Rahman
- 2011 - Broadcast Film Critics Association Award
  - Miglior canzone (If I Rise) a Roland Armstrong, A. R. Rahman e Dido
  - Nomination Miglior film a Danny Boyle
  - Nomination Migliore regia a Danny Boyle
  - Nomination Migliore sceneggiatura non originale a Danny Boyle e Simon Beaufoy
  - Nomination Migliore fotografia a Anthony Dod Mantle e Enrique Chediak
  - Nomination Miglior montaggio a Jon Harris
  - Nomination Miglior sonoro a Glenn Freemantle
- 2010 - Chicago Film Critics Association Award
  - Nomination Miglior attore protagonista a James Franco
- 2011 - Independent Spirit Award
  - Miglior attore protagonista a James Franco
  - Nomination Miglior film
  - Nomination Migliore regia a Danny Boyle

- 2011 - MTV Movie Award
  - Nomination Miglior momento "Ma che ca...!" a James Franco
- 2010 - Satellite Award
  - Migliore fotografia a Anthony Dod Mantle e Enrique Chediak
  - Migliori effetti speciali a James Winnifrith, Adam Gascoyne e Tim Caplan
  - Nomination Miglior film drammatico
  - Nomination Migliore regia a Danny Boyle
  - Nomination Miglior attore in un film drammatico a James Franco
  - Nomination Migliore sceneggiatura non originale a Danny Boyle e Simon Beaufoy
  - Nomination Miglior sonoro (Missaggio e Montaggio) a Glenn Freemantle, Steven C. Laneri, Douglas Cameron, Ian Tapp e Richard Pryke
  - Nomination Miglior colonna sonora a A. R. Rahman
  - Nomination Miglior canzone (If I Rise) a Roland Armstrong, A. R. Rahman e Dido
- 2011 - Screen Actors Guild Award
  - Nomination Miglior attore protagonista a James Franco
- 2010 - Las Vegas Film Critics Society Award
  - Miglior attore protagonista a James Franco
  - Nomination Miglior film
  - Nomination Migliore regia a Danny Boyle
  - Nomination Migliore fotografia a Anthony Dod Mantle e Enrique Chediak
  - Nomination Miglior montaggio a John Harris
  - Nomination Miglior canzone (If I Rise) a Roland Armstrong, A. R. Rahman e Dido